# آلتی‌بایسور
آلتی‌بایسور (به قزاقی: Altybaysor) یک دریاچه در قزاقستان است که در بلندی‌های قزاق واقع شده‌است.